# ラッキー・グローバー
ラッキー・グローバー (Lucky Glauber) は、SNKの対戦型格闘ゲーム『ザ・キング・オブ・ファイターズ』シリーズに登場する架空の人物。

## キャラクター設定
元々はバスケットボール選手であったが、バスケットボールに感じていた刺激を失って引退する。その後、以前から興味を抱いていた空手を習得し、全米空手選手権の頂点に立つほどの腕を身に付ける。格闘大会『ザ・キング・オブ・ファイターズ』（以下『KOF』と表記）の招待状を受け取った友人のヘビィ・D!からの誘いを受けたラッキーは、ヘビィ・D!とブライアン・バトラーの3人で「アメリカンスポーツチーム」を結成し、大会に出場する。初登場となる『KOF'94』（以下『'94』と表記）のエンディングでは、自分はこれからもストリートファイトを続けていくつもりであることを話し、これからどうするのかをヘビィ・D!に問う。ヘビィ・D!は、戦いの中でしか生きることができない自分がいることに気付き、ラッキーとともにストリートファイトに身を投じることを決める。
褐色の肌に222cmの長身だが、痩躯であり、手足が非常に長い。『'94』ではバスケットのユニフォームの上にダウンジャケットを着ているが、『KOF'98』（以下『'98』と表記）ではパーカーの上にジャージの上着と衣装が変更されている。バスケットボールや練った気を飛び道具として使う。
ラッキーのモデルは、ブルース・リー主演の映画『死亡遊戯』に登場する大柄の黒人で、そのイメージでデザインされていたが、地味だからということで現在のデザインとなったとしている。「空手家」という設定はその名残である。また、当初は日本かぶれの黒人という設定であったが、デザインの変更を受けて「その容貌からして日本かぶれはないだろう」ということで、その設定は取り止めになったという。ラッキーの担当デザイナーによると、身体の大きさに加え着ている服が複雑だったことで描き込みがかなり面倒であったらしく、小さなキャラを描いているデザイナーが羨ましかったという。
『KOF'95』のバックストーリーでは、アメリカンスポーツチームはライバルチーム（八神庵、ビリー・カーン、如月影二）に予選で敗れている。そのため、『'98』ではアメリカンスポーツチームの3人は八神とビリーと影二（彼のみ後述の『'98UM』だけ出場）に対しては援護攻撃を行わない（ゲーム中で設定されている相性が最悪なため）。
『'98』のインタビューでの質問の1つである「誰と組みたいか」では、「ヘビィ・D!とブライアンの2人が一番良い」としている。それだけにヘビィ・D!、ラッキー、ブライアンの3人の互いの相性は良く、必ず援護攻撃をしてくれる。また、ラッキーはキング、マチュア、バイス、おやじチームのメンバー（ハイデルン、タクマ・サカザキ、草薙柴舟）とも相性が良く、彼らに対しても援護攻撃を行う。
『SNK VS. CAPCOM SVC CHAOS』の暴走庵のエンディングにも登場する。

### 招待状強奪ネタ
『KOF'97』でのニューフェイスチーム（後のオロチチーム）の公式ストーリーでは、七枷社がラッキーらしき男を倒して『KOF』の招待状を強奪しているが、『'98』でのインタビューで、ラッキー本人は「俺たちは大会に出ていた」「試合はテレビでは放送されなかった」と語っており、社に倒された人物は自分ではないと否定している。
ただし、『'98』に登場しているオロチチームの3人に勝利すると、勝利画面での彼らに対する専用メッセージで激しく嫌悪する様子を見せる。また、社とシェルミーとクリスに対してはライバルチームの3人と同じく援護攻撃を行わない（これはヘビィ・D!とブライアンも同様）。こうしたオロチチームへの敵対心については、あくまで招待状強奪の被害に遭ったのは別人だとしつつ「（敵意を見せたのは）他人事とは思えなかったから」とコメントした、とされている。
同様の招待状を強奪される描写は『ネオジオバトルコロシアム』でのシェルミーのストーリー、『KOF MAXIMUM IMPACT』シリーズでの溝口誠のストーリーにもあり、いずれも勝利を期した技を放ち「ヘルバウ…」と言い掛けたところで躱されるという描写が共通している。これについては『ネオジオバトルコロシアム』のQ&Aコーナーで改めて被害者は自分ではないと否定し、「（最後まで言い切っていないので）『ヘルバウムクーヘン』かもしれないじゃないか」という旨をコメントしている。

## ゲーム上の特徴
ラッキーの手足の長さは攻撃にも反映されており、中でも強キックのリーチが長く、別のキャラクターでは届かない間合いでもラッキーであれば攻撃が届くことが多い。バスケットボールを地面に投げ付け、跳ね上げて飛ばす飛び道具の「デスバウンド」は、攻撃が出るまでは遅い代わりに攻撃後の隙は小さく、ボールを放った後に動いて通常技でさらに追撃をかけるなどして、相手を畳み掛けるのが有効。連続で蹴りを出しつつ飛び込んでいく突進技の「サイクロンブレイク」は、突進速度と攻撃判定の強さに優れており、相手の飛び込みに対する対空技になることもある。高速の移動技「ラッキービジョン」も持ち、機動力はそれなりに高い。
『'98』では新技が追加され、飛び道具が増えたことで、遠距離から相手の動きを封じやすくなった。さらに10年後の『KOF'98 ULTIMATE MATCH』（以下『'98UM』と表記）では超必殺技「ラッキードライバー」などに仕様変更がなされ、ガードを固めがちな相手を崩しやすくなっている。
ジャンプは跳躍力が高すぎるため、自分から相手に飛び込んで連続技を狙う機会は少ないが、連続技が無いというわけではない。
ラッキーが得意とするのは、飛び道具を出してもリスクが低く、自分の通常技も届く中間距離であり、それをいかに維持して闘うかが重要となる。

## 技の解説

### 通常技
ザ・キング・オブ・ファイターズ'94
| 操作           | 立ち（近距離） | 立ち（遠距離） | しゃがみ       | 垂直ジャンプ | 前方ジャンプ | 後方ジャンプ |
| -------------- | -------------- | -------------- | -------------- | ------------ | ------------ | ------------ |
| 弱パンチ       | 前肘当         | 縦突           | しゃがみ突     | 飛び突       | 飛び手刀打   | 飛び手刀打   |
| 強パンチ       | 合突           | 逆突           | しゃがみ逆突   | 飛び逆突     | 飛び逆突     | 飛び逆突     |
| 弱キック       | 前蹴込         | 横蹴込         | しゃがみ蹴込   | 飛びひざ蹴り | 飛びひざ蹴り | 飛びひざ蹴り |
| 強キック       | ひざ蹴り       | 回し蹴り       | しゃがみ前蹴込 | 飛び蹴り     | 飛び横蹴り   | 飛び横蹴り   |
| 攻撃避け       | 避け           | 避け           | -              | -            | -            | -            |
| スルーアタック | 回し突         | 回し突         | -              | -            | -            | -            |
| ふっ飛ばし攻撃 | 横蹴上         | 横蹴上         |                | 飛び横蹴り   | 飛び横蹴り   | 飛び横蹴り   |

### 通常投げ
ダンクバスター
地上の相手を掴んだまま垂直に飛び上がり、上から地面に叩き付けるように勢い良く投げ落とす。
ラッキークラッシュ
掴み技。相手を掴んで腹部に連続で蹴りを叩き込んでから振り払う。

### 特殊技
ダンク落とし
空中でコマンド入力することで出せる特殊技。片腕を打ち下ろす。空中の相手が食らうと地面に勢い良く叩き付けられる。地上の相手に当てると、通常よりも早く着地する。『'98』では両腕を打ち下ろす。
ラッキーキック
『'98』にて追加された特殊技。片足を高く振り上げる。近距離立ち強パンチをキャンセルして出せば連続ヒットし（『'98UM』では近距離立ち強キックもキャンセル可能となり、近距離での立ち強攻撃であればつながるようになった）、ここからさらに必殺技でキャンセル可能。必殺技は連続ヒットするものはほとんどないが、超必殺技であれば、ここから強の「ヘルバウンド」か、弱の『ラッキードライバー』が連続でつながる（『'98UM』では、「ラッキードライバー」は投げスカリポーズを取って終わる）。
『'98UM』では、単体で出すとキャンセルできなくなる代わりにしゃがみガード不能となった。

### 必殺技
デスバウンド
ラッキーが片手を掲げて人差し指を立てると上空からバスケットボールが振ってきて、バウンドさせて前方へ飛ばす。ラッキーの位置によって、ボールを取り損ねることがある（主に相手を画面端に追い詰めた状態でこの技を出すと、取り損ねることが多い）が、その場合は遠距離立ち強パンチ「逆突」が出る（この動作は「デスパンチ」とも通称される）。この場合のヒット効果はダウンとなる。弱強の違いは攻撃前後の隙と、ボールの飛んでいく速度で、強の方が飛んでいく速度が速く、技の隙も大きい。また、立ち（しゃがみ）強キックが届く範囲の相手にこの技を当てた直後に出せば連続ヒットする。
『'98』では、威力の違いでボールの飛んでいく軌道が変化する。弱は浅く、強は深い角度で飛んでいく。
ボールを飛ばすまでが遅いが、飛ばした後の隙は小さい。近距離での使用は危険。
『'98UM』では、ボールを取り損ねた時に出る「逆突」が必殺技などでキャンセルできる。
サイクロンブレイク
前方へ高速で飛び掛かりつつ、体を回転させながら伸ばした足を大きく振り回す。攻撃中は、足から回転する光の軌跡を纏う。地上でのヒット効果はのけぞりで、空中の相手に当てると吹き飛びダウンとなる。攻撃は地上の相手だけでなく、空中の相手にも連続ヒットする。ヒット数・削り回数はともに4（相手の体格次第でそれ以上ヒットすることもある。最大で6）。強攻撃をキャンセルして出せば連続ヒットになる。弱強の違いは攻撃前後の隙と突進距離で、強の方が隙が大きく、移動距離も長い。
『'94』でのこの技のコマンドは、テリー・ボガードの「クラックシュート」と同じく、レバー入力の最後を斜め上に入力するものであったが、『'98』ではコマンドが簡略されたことで、出すのが簡単になった。
ラッキービジョン
残像を残しつつ前方へ高速で移動する技で、攻撃力は一切無い。移動を始める瞬間は無防備状態で、移動を始めてから減速するまでは下半身が無敵状態となっている。弱強の違いは移動開始までの隙と移動距離で、強の方が隙が大きく、移動距離が長い。『'98』では、弱が上半身、強が下半身無敵となっている。
デスヒール
『'98』にて追加された技の一つ。片足の膝を上げつつ飛び上がり、その頂点で足を振り下ろす。最初の膝蹴りで相手を打ち上げてから振り下ろし攻撃を叩き込み、食らった相手は地面に勢い良く叩き付けられるという形となる。発生は速く、弱攻撃をキャンセルして出せば連続でつながるが、初段のリーチが短い。出際に無敵時間があるが、極めて微々たるもの。
『'98UM』では、強のみ膝蹴りの前に後述の「ラッキードライバー」と同じ動作の回転蹴りで前進するようになり、実質的にリーチが長くなっている。
デスダンク
『'98』にて追加された技の一つ。上空から降ってきたバスケットボールを、ラッキーがダンクシュートの要領で投げ付けてバウンドさせる。強は「ダンク落とし」と同じモーションでボールを投げ付ける。バウンドしてから飛んでいくボールにも攻撃判定がある。弱強の違いはボールの飛距離と軌道。弱はある程度近くの相手に、強は離れた相手に有効。
『'98UM』ではジャンプ中などの空中からでもこの技を出すことができ、またボールの軌道が変わり特に強がほぼ垂直に投げるようになっている。
デスシュート
『'98』にて追加された技の一つ。その場で飛び上がり、上からバスケットボールを投げ落とす。ボールの落ちる位置は、ボタンにより決まっている。この技も「デスバウンド」と同じくボールを取り損ねる場合があり、その場合は垂直ジャンプ弱キックと同じ動作が出る（「デスバウンド」の時と同じく「デスキック」と呼ばれる）。
『'98UM』ではボールを取り損ねた際の垂直ジャンプ弱キックの動作がしゃがみガード不能となった。

### 超必殺技
ヘルバウンド
「デスバウンド」の構えを取り、掲げた片手の指先に光を灯してから前方へ大きく踏み込んで地面に叩き付けると、画面縦方向に伸びる太い光の柱を放出させる。前方に踏み込む瞬間まで、ラッキー本体は無敵状態となっている。
『'98』では、弱は弱攻撃を、大きく踏み込む強は強攻撃をキャンセルして出すと連続ヒットになる。MAX版は光柱ではなく、複数の巨大な光弾を斜め上に飛ばすというもので、ヒット数は3。ただし、相手の近くで出すとヒット数が減り、離れすぎた状態で出すと空振りに終わる。攻撃を全段当てるには、相手から約2人分離れた間合いで出すと安定する。
『'98UM』ではMAX版もノーマル版に準拠して弱強で踏み込む距離が異なるようになり、同じように連続ヒットさせられる。
ラッキードライバー
『'98』にて追加された超必殺技。姿勢を低くした状態で前方へ飛び掛かり、体を逆さにしたまま飛び上がりながら回転して相手を連続で蹴り上げていく。弱とMAX版は強攻撃をキャンセルすることで連続ヒットになり、MAX版は蹴り飛ばしてダウンさせた相手の上にバスケットボールを落として終了となる。
『'98UM』では最初の攻撃は投げ判定であり、相手の体勢を崩してから攻撃する技となった。相手が有効間合いにいないと、ラッキーが地面に手を付いただけで終わる（いわゆる投げスカリの動作）。

## 担当声優
- Kay稲毛（各種ゲーム作品）
  - 『'94』では「稲毛一弘」名義での出演。
- 山岸治雄（3DCGアニメ『THE KING OF FIGHTERS:DESTINY』、アプリ『THE KING OF FIGHTERS ALLSTAR』）

## 関連人物
- ヘビィ・D! - 親友、『'94』『'98』『'98UM』のチームメイト
- ブライアン・バトラー - 友人、『'94』『'98』『'98UM』のチームメイト
- 七枷社 - 自分の『'97』の招待状を奪ったとされる人物